# Галерия
Гале́рия (фр. Galéria, корс. Galeria) — коммуна во Франции, находится в регионе Корсика. Департамент коммуны — Верхняя Корсика. Входит в состав кантона Кальви. Округ коммуны — Кальви.
Код INSEE коммуны — 2B121.

## Население
Население коммуны на 2008 год составляло 340 человек.
| 1962 | 1968 | 1975 | 1982 | 1990 | 1999 | 2008 |
| ---- | ---- | ---- | ---- | ---- | ---- | ---- |
| 327  | 350  | 311  | 306  | 305  | 302  | 340  |

## Экономика
В 2007 году среди 197 человек в трудоспособном возрасте (15—64 лет) 134 были экономически активными, 63 — неактивными (показатель активности — 68,0 %, в 1999 году было 55,7 %). Из 134 активных работали 114 человек (69 мужчин и 45 женщин), безработных было 20 (10 мужчин и 10 женщин). Среди 63 неактивных 5 человек были учениками или студентами, 30 — пенсионерами, 28 были неактивными по другим причинам.

## Фотогалерея

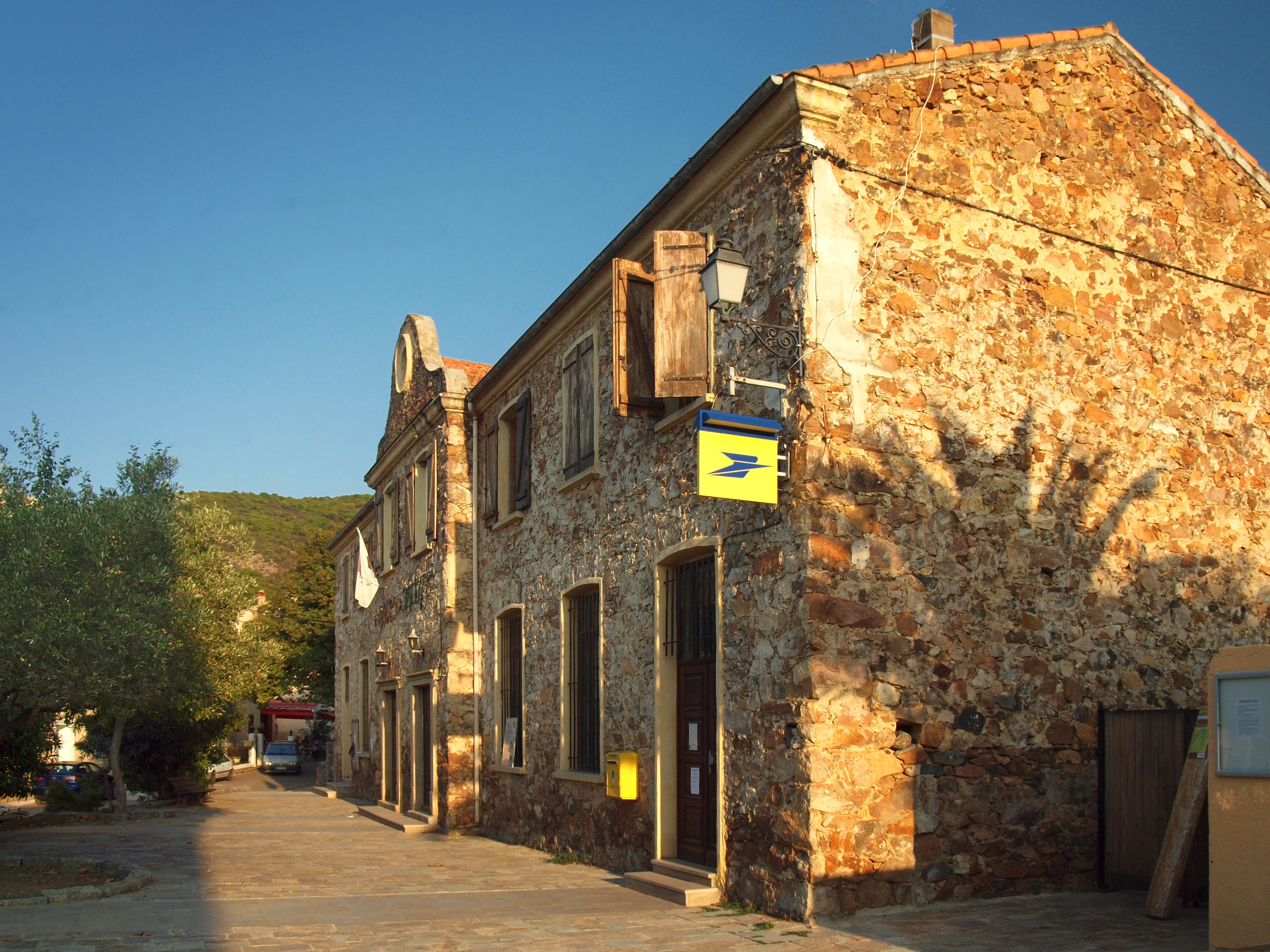
Мэрия
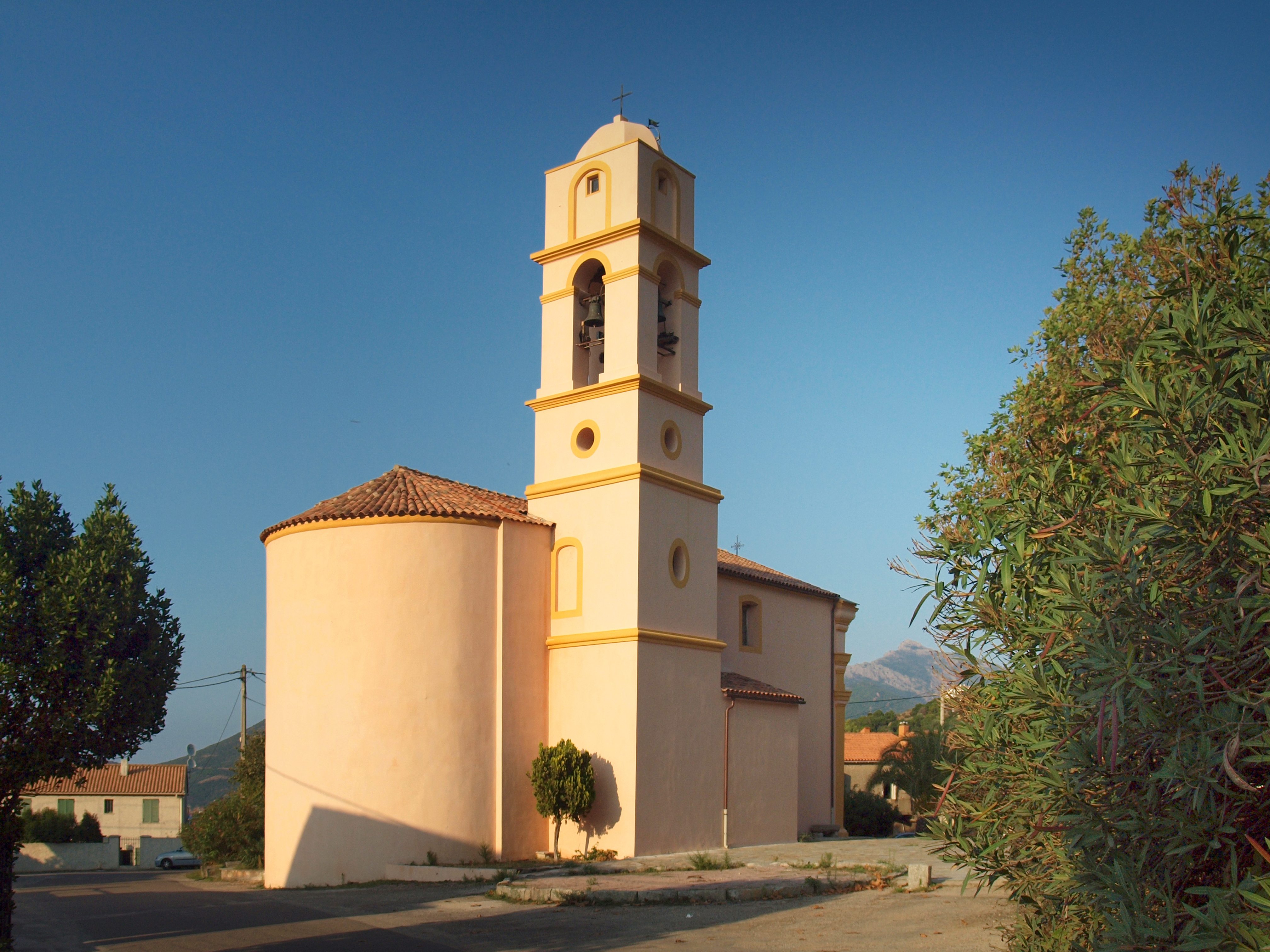
Церковь св. Марии
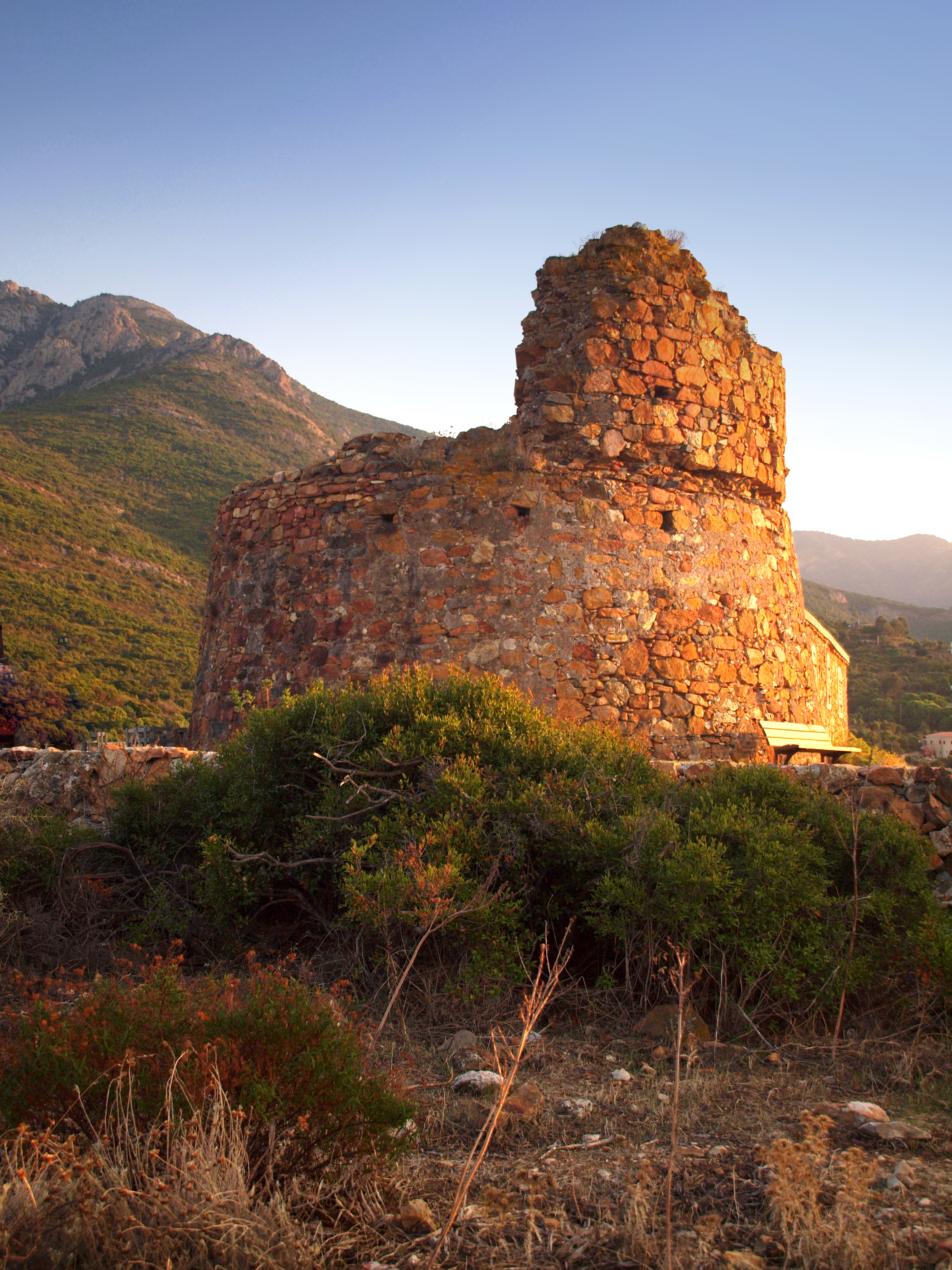
Руины генуэзской башни
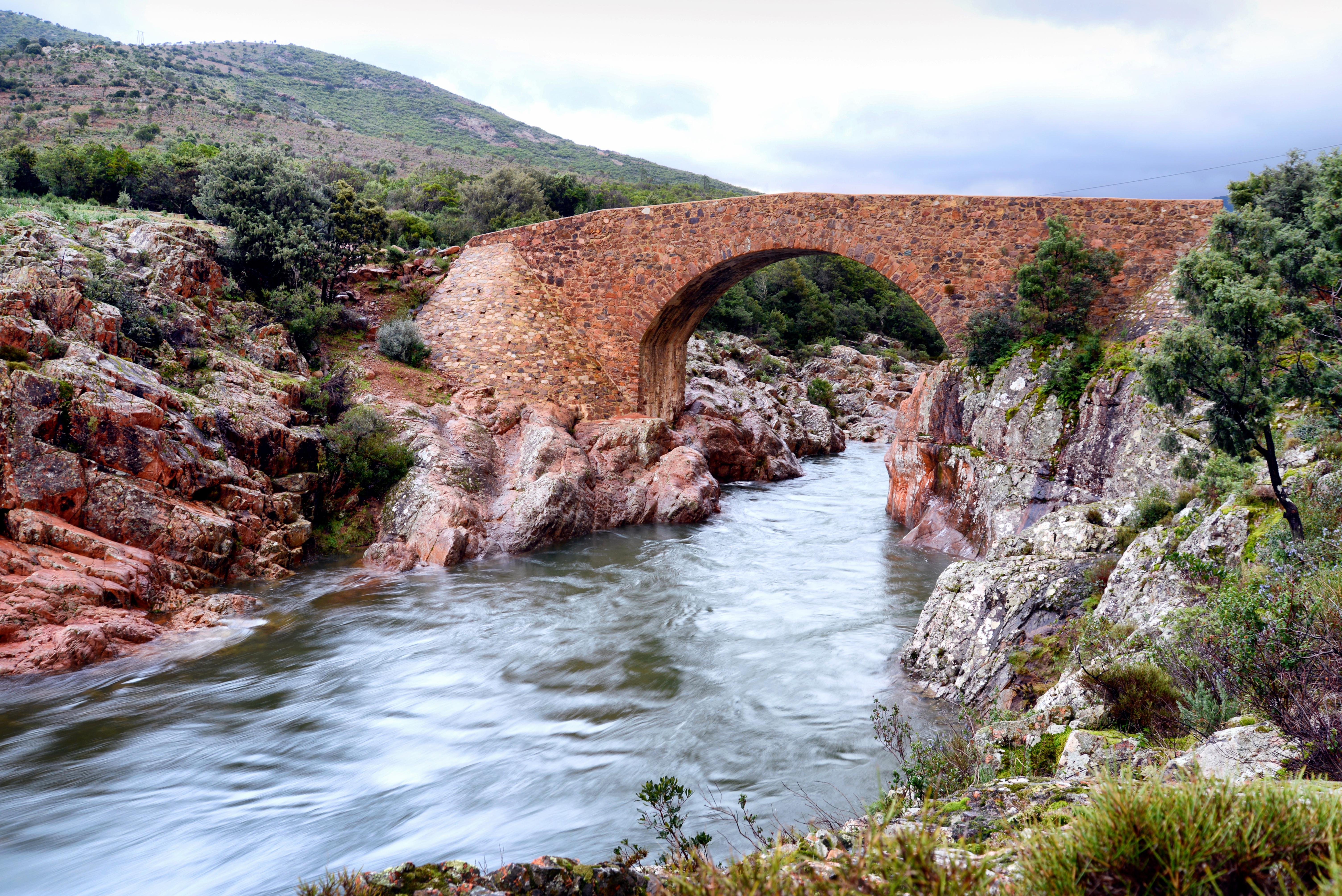
Природный мост
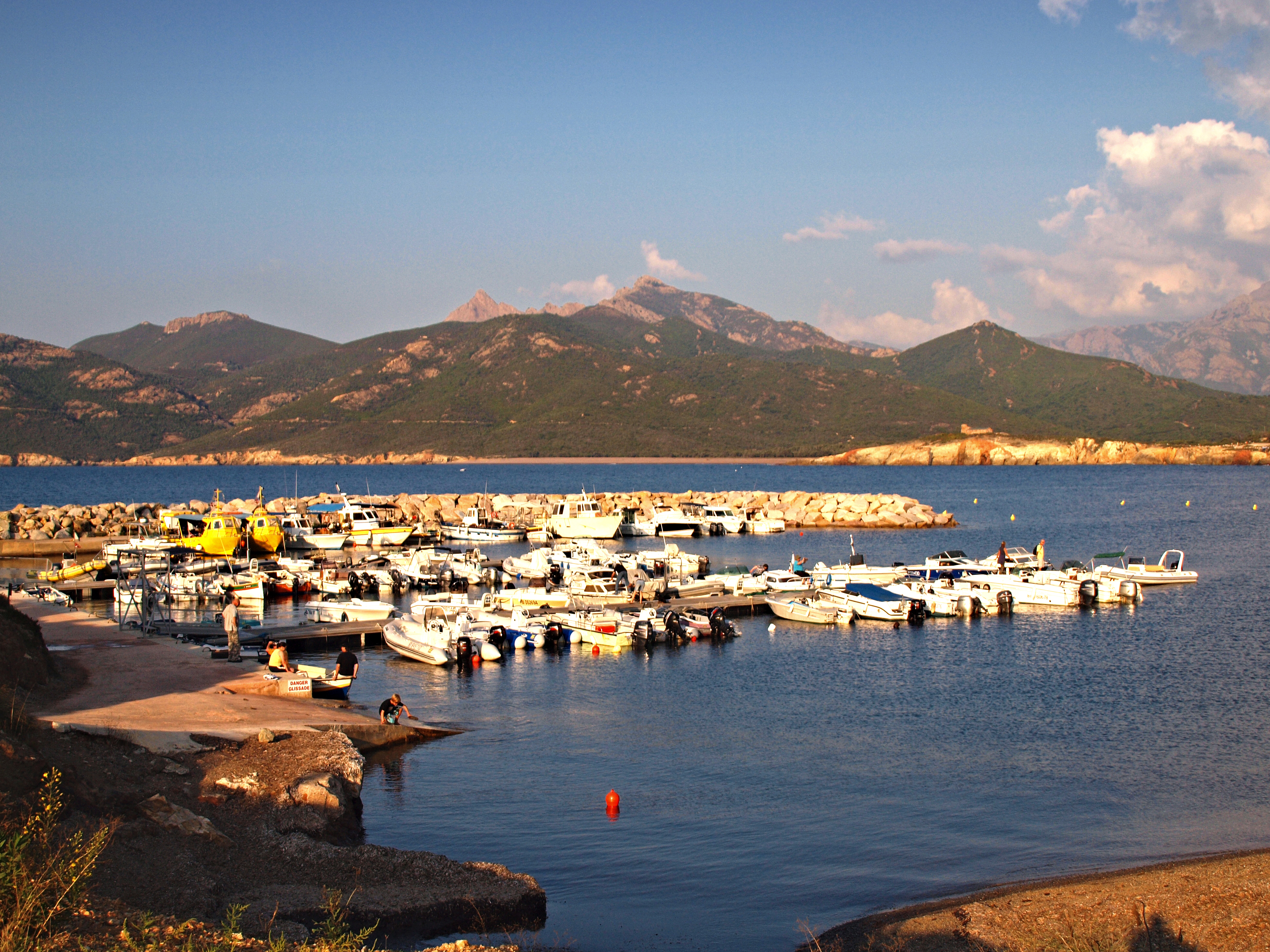
Порт